# Maymunah bint al-Harith
Maymunah bint al-Harith al-Hilaliyah (594, Mekka – 673, Hidžáz) byla dvanáctá manželka islámského proroka Mohameda. Původně se jmenovala Barrah, ale po svatbě a konvertování k islámu dostala jméno Maymunah (v překladu "dobré zprávy"). Jméno dostala proto, že Mohamed s ní sňatek uzavřel krátce poté, co se mohl vrátit do svého rodného města Mekky.

## Rodina
Jejím otcem byl al-Harith ibn Hazn z kmene Hilal v Mekce. Její matkou byla Hind bint Awf z kmene Himyar z Jemenu. Její sestrou byla významná žena Lubaba bint al-Harith. Z otcovy strany měla poloviční sestry Laylu, Huzaylu a Azzu. Z matčiny strany pak sourozence Mahmiyah ibn Jazi al-Zubaydi, Asma bint Umays (manželka Abú Bakra), Salma bint Umays (manželka Hamzy) a Awn ibn Umays. Někteří historikové zastávají teorii, že i Zaynab bint Khuzayma (manželka Mohameda) byla také její poloviční sestrou z matčiny strany.

## Manželství
Maymunah se provdala za Mohameda v roce 629 asi 10 mil od Mekky, krátce po prvním půstu. V době jejího sňatku jí bylo už přes 30 let.
S Mohamedem žila tři roky až do jeho smrti v roce 632.

## Smrt
Datum smrti Maymuny je kontroverzní.
Podle Al-Tabariho zemřela Maymunah v roce 61 po Hidžře (680 nebo 681) během chalífátu Jazida I. Byla poslední žijící ženou proroka Mohameda a bylo jí 80 nebo 81 let. Nicméně Al-Tabari také tvrdí, že ji přežila Umm Salama.
Podle jiných zdrojů ji přežila i Aiša, která ve svých spisech o úmrtí Maymuny píše.